# Akta Konferencji Episkopatu Polski
Akta Konferencji Episkopatu Polski – organ urzędowy Konferencji Episkopatu Polski wydawany od 1998 roku. Są w nim publikowane dekrety ogólne i uchwały Konferencji, a także dokumenty i pisma Stolicy Apostolskiej skierowane do Kościoła w Polsce.
W latach 1998–2015 półrocznik, po 2015 rocznik